# Haworthia pygmaea var. argenteomaculosa
Haworthia pygmaea var. argenteomaculosa, una variedad de Haworthia pygmaea, es una  planta suculenta perteneciente a la familia Xanthorrhoeaceae. Es originaria de Sudáfrica.

## Descripción
Es una planta suculenta perennifolia que alcanza un tamaño de 4 a 35 cm de altura. Se encuentra a una altitud de hasta 500 metros en Sudáfrica.

## Taxonomía
Haworthia pygmaea var. argenteomaculosa fue descrita por (G.G.Sm.) M.B.Bayer y publicado en Aloe 34: 6, en el año 1997.
Sinonimia
- Haworthia dekenahii var. argenteomaculosa G.G.Sm.
- Haworthia retusa f. argenteomaculosa (G.G.Sm.) M.B.Bayer
- Haworthia silviae M.Hayashi[4]